# Adolf Kraft (Fotograf)

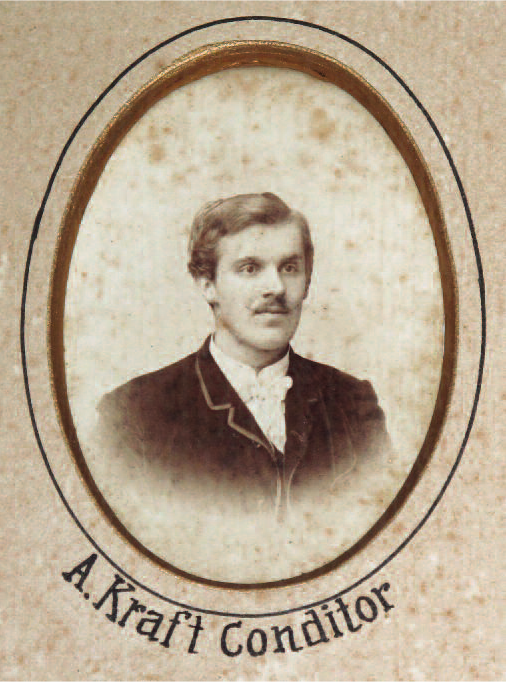
Adolf Kraft

Adolf Kraft (* 1869 in Pfaffenhofen an der Ilm; † 1909) war ein Konditor und Fotograf, der in Pfaffenhofen an der Ilm tätig war.

## Leben
Adolf Kraft war einer der Söhne des Kunstgewerblers Balthasar Kraft. Er lernte zunächst das Handwerk eines Bäckers und Konditors und erntete auf diesem Gebiet Anerkennung. Die Ingolstädter Zeitung meldete am 18. August 1892: „Herr Conditor Adolf Kraft in Pfaffenhofen hat zwei weitere Auszeichnungen für vorzügliche Arbeiten in seiner Branche erhalten. In Heidelberg erhielt derselbe für seinen ausgestellten 'Trompeter von Säckingen' die goldene Staatsmedaille, und in Schwäbisch-Gmünd [sic!] als Ehrenpreis eine goldene Kette im Wert von 150 M.“ Papst Leo XIII. schickte ihm 1901 ein eigenhändiges Dankschreiben.
Dann orientierte er sich um und etablierte im Haus seines Vaters ein Fotoatelier. Adolf Kraft schuf Porträtaufnahmen und Ansichtskarten mit Pfaffenhofener Motiven; außerdem reproduzierte er ältere Aufnahmen aus seinem Heimatort. 1907 übergab er sein Geschäft an Ludwig Schwarzenbeck.

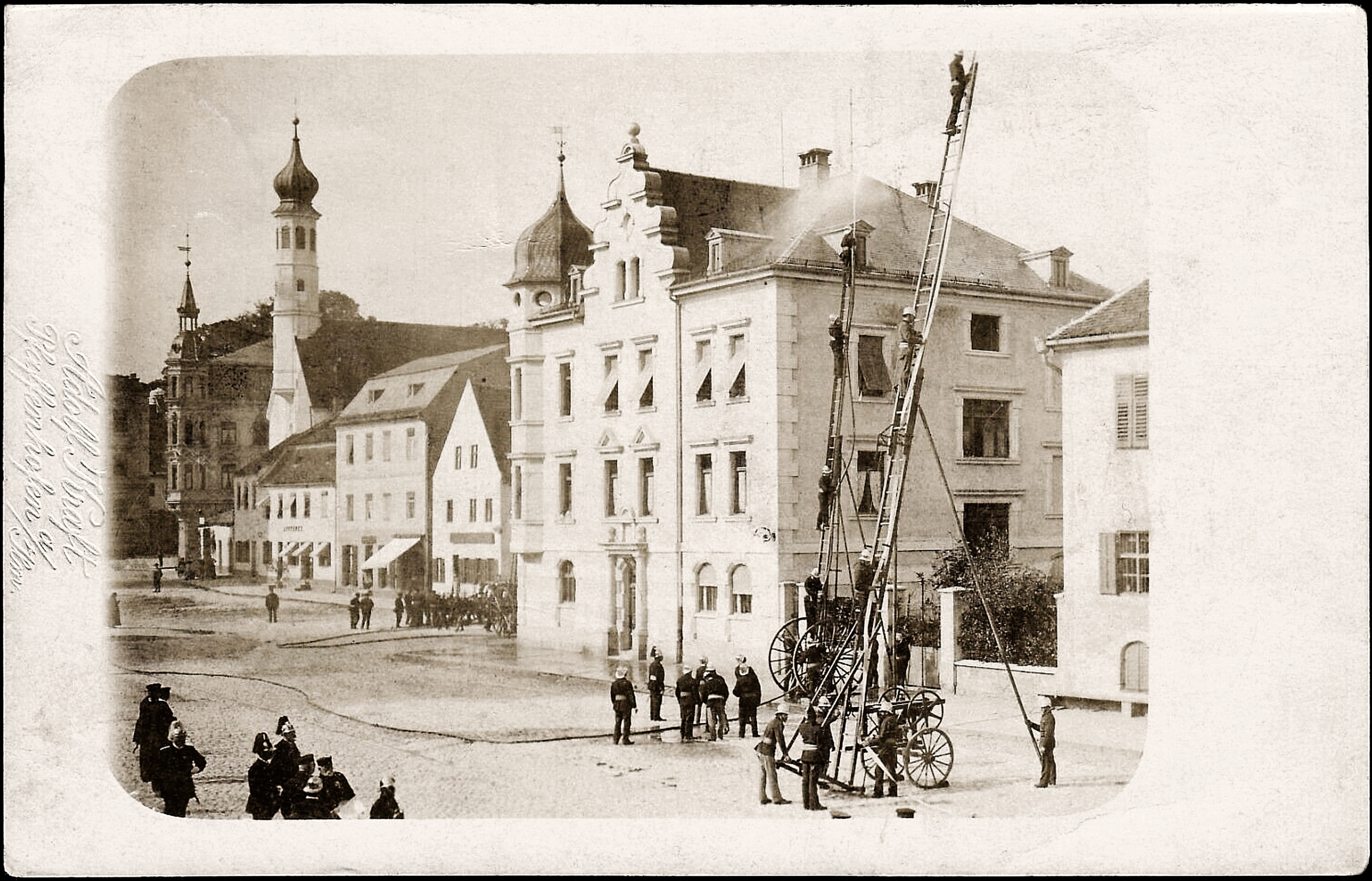
Feuerwehr in Pfaffenhofen, Ansichtskarte von Adolf Kraft